# Бранг (Лот)
Бранг (фр. Brengues) насеље је и општина у јужној Француској у региону Миди Пирене, у департману Лот која припада префектури Фижак.
По подацима из 2011. године у општини је живело 192 становника, а густина насељености је износила 9,34 становника/km². Општина се простире на површини од 20,56 km². Налази се на средњој надморској висини од 200 метара (максималној 392 m, а минималној 150 m).

## Демографија
| 1962. | 1968. | 1975. | 1982. | 1990. | 1999. | 2011. |
| ----- | ----- | ----- | ----- | ----- | ----- | ----- |
| 155   | 169   | 158   | 150   | 159   | 175   | 192   |

График промене броја становника у току последњих година